# Rubén Rivera Moreno
Rubén Rivera Moreno (14 de noviembre de 1973, La Chorrera) es un jugador de béisbol de Panamá que estuvo en las Grandes Ligas de Béisbol.

## Trayectoria

### New York Yankees
Rivera fue contratado por los Yankees de Nueva York en 1990. Hizo su debut profesional con los Yankees de la Costa del Golfo en 1992 y su debut en las Grandes Ligas con los Yankees el 3 de septiembre de 1995. Rivera fue muy promocionado como un prospecto, siendo clasificado llegó al segundo lugar entre los prospectos de Baseball América en 1995, tercero en 1996 y noveno en 1997. Jugó en 46 partidos para los Yankees de Nueva York de 1996. Fue agregado a la lista de postemporada y apareció en la Serie Divisional de la Liga Americana de 1996.

### San Diego Padres
El 22 de abril de 1997, fue canjeado con el lanzador Rafael Medina y US $3 millones a los Padres de San Diego por el jugador de cuadro Homer Bush y el jugador de ligas menores Gordon Amerson y dos jugadores que se nombrarían más tarde, quien resultó ser el muy esperado lanzador japonés Hideki. Irabu y el jugador de ligas menores Vernon Maxwell. Se suponía que iba a ser un acuerdo para ayudar a ambos equipos, pero Irabu fue una gran decepción para los Yankees, y Rivera resultó ser al menos una decepción menor para los Padres, ya que nunca pudo llegar a base de manera regular. durante sus cuatro temporadas en la organización de los Padres, principalmente con el equipo matriz (incluso como titular en 2000 y 2001), y su considerable poder no compensó suficientemente ese gran defecto. Fue puesto en libertad poco antes de la temporada 2001.

### Cincinnati Reds
Los Rojos de Cincinnati contrataron a Rivera para la temporada 2001, pero no tuvo un mejor desempeño para los Rojos en un rol de reserva que para los Padres. Lo despidieron después de la temporada 

### San Francisco Giants
los Gigantes de San Francisco lo recogieron, pero lo liberaron un mes después sin que hubiera jugado un partido para ellos.

### New York Yankees
A principios de 2002, los Yankees lo contrataron como agente libre, pero lo liberaron durante el entrenamiento de primavera después de que Rivera robó el guante y el bate de su compañero Derek Jeter y luego los vendió a un comerciante de recuerdos deportivos, supuestamente por 2.500 dólares. Después de que esto se supo, sus compañeros de equipo supuestamente lo expulsaron del equipo y los Yankees lo liberaron. Cuando el incidente se hizo público, Rivera se disculpó pero criticó al equipo tras ser destituido.

### Texas Rangers
Firmó un contrato de ligas menores con los Texas Rangers el 31 de marzo de 2002 y fue asignado a los Tulsa Drillers. Tuvo un mal desempeño para ellos en un rol de reserva y fue liberado inmediatamente después de la temporada.

### San Francisco Giants
En 2003, Rivera se reincorporó a los Gigantes como agente libre. Estuvo involucrado en un infame error en el funcionamiento de bases en una victoria de 4-3 en 13 entradas sobre los Diamondbacks de Arizona en el Pacific Bell Park el 27 de mayo. Representando la posible carrera ganadora como corredor emergente de Andrés Galarraga en primera base con una puntuación de 2-2. y con un out en la novena, Rivera avanzó a la segunda base pero cambió de rumbo dos pasos más allá pensando que la pelota bateada por Marquis Grissom a lo profundo del jardín derecho-central fue atrapada por el jardinero derecho David Dellucci. Al darse cuenta de que Dellucci había fallado la pelota por un error, corrió más allá de la segunda base, volvió a retocarla, se dirigió a tercera e intentó anotar cuando el tiro de relevo del segunda base Junior Spivey rebotó en el guante del tercera base Alex Cintrón y hacia el campocorto Tony Womack, quien tiró al deslizante Rivera en el plato de home. Las acciones de Rivera fueron proclamadas por el locutor de los Gigantes, Jon Miller, como "el peor corrimiento de bases en la historia del juego". [7] Fue liberado por los Gigantes el 3 de junio después de batear .180 con dos jonrones y cuatro carreras impulsadas (RBI) en 31 juegos.

### Baltimore Orioles
Rivera firmó un contrato de ligas menores con los Orioles de Baltimore un mes después, el 3 de julio de 2003, y jugó con los Bowie Baysox. 

### Chicago White Sox
Los Medias Blancas de Chicago contrataron a Rivera para jugar con los Charlotte Knights Triple-A en 2006, donde a pesar de conectar 16 jonrones, bateó sólo .239.

### Liga Mexicana de Beisbol
Jugó para los Piratas de Campeche de 2007 a 2012, pasó a Delfines de Ciudad del Carmen en 2013. En 2014 jugó en el jardín central de los Rieleros de Aguascalientes. En 2015, Rivera jugó tanto para los Diablos Rojos del México como para los Olmecas de Tabasco. En 2016 comenzó la temporada con los Olmecas de Tabasco antes de ser traspasado a los Pericos de Puebla, quienes terminaron ganando el Campeonato de Liga. En 2017 fue traspasado a los Acereros de Monclova. Rivera anunció su retiro luego de la temporada 2019 con Monclova, ganando un campeonato en su última temporada como jugador activo.

## Selección nacional
Rivera jugó en el Clásico Mundial de Béisbol 2006 y 2009 para la selección nacional de Panamá. Tiene un combinado de 3 de 16 con 1 jonrón y 5 ponches en ambos torneos.